# Fermín del Castillo
Fermín del Castillo Arias, (Nazca, 7 de julio de 1807 - Lima, 3 de diciembre de 1895) fue un militar peruano. Tuvo una larga trayectoria, desde la guerra de la Independencia hasta la Guerra del Pacífico, pasando por todas las guerras civiles y revoluciones de los inicios de la República Peruana. En agosto de 1856 encabezó una revolución en Lima, contra el segundo gobierno de Ramón Castilla, que fue debelada rápidamente. En su memoria, una Institución Educativa de Nazca (Región Ica) lleva su nombre.

## Biografía
Hijo de Hermenegildo del Castillo y María de los Santos Arias. A los 14 años de edad se incorporó como cadete en el Ejército Libertador del general José de San Martín. Se contó entre los patriotas derrotados en La Macacona, el 7 de abril de 1822, donde fue apresado, siendo trasladado a Huaytará, donde fue obligado a servir en las tropas realistas como simple soldado. Sin embargo, se ganó la estima de su jefe y pudo ascender hasta la clase de subteniente. En filas realistas actuó hasta la batalla de Ayacucho, librada el 9 de diciembre de 1824. 
Tras la capitulación de Ayacucho se incorporó al ejército peruano y sirvió a órdenes del general Francisco de Paula Otero, prefecto y comandante general de Arequipa. Luego participó en la campaña del Alto Perú de 1825, que selló la independencia de dicha región. 
Finalizada la guerra de la independencia, volvió al Perú; pero al ser considerado excedente, quedó fuera del servicio. Retornó al mismo al cabo de un año, pero en la clase que lucía al momento de ser tomado prisionero en La Macacona. Gracias a la recomendación del general Agustín Gamarra, logró retomar su ascenso en el escalafón.
Ostentaba el grado de sargento mayor cuando participó en la guerra contra la invasión boliviana a órdenes del general Felipe Santiago Salaverry, luchando en las batallas de Uchumayo y Socabaya (1836). Derrotado, emigró a Chile. Retornó con las expediciones restauradoras, que libraron sendas campañas para poner fin a la Confederación Perú-Boliviana. 
Ya con el grado de coronel, participó en la junta de jefes militares del 14 de junio de 1842, que respaldaron al vicepresidente Manuel Menéndez. Derrocado este por el general Juan Crisóstomo Torrico, se opuso a este caudillo. Al lado del general Domingo Nieto luchó en la batalla de Agua Santa del 17 de octubre de 1842, donde tuvo una actuación destacada, por lo que mereció su ascenso a general de brigada en el mismo campo de batalla. En noviembre de ese mismo año fue nombrado prefecto de Puno. Desde allí apoyó a la rebelión del general Manuel Ignacio de Vivanco en Arequipa (1843), y en su nombre se proclamó jefe militar y político de los cuatro departamentos del sur. Fue comisionado para combatir a los rebeldes constitucionales, que, encabezados por los generales Domingo Nieto y Ramón Castilla, se habían alzado en Tacna, contra el gobierno de Vivanco.
Castillo se puso a órdenes del ministro de Guerra, general Manuel de la Guarda, que con tropas de Lima avanzó hacia el sur. Ambos planearon un ataque conjunto sobre Moquegua (al norte de Tacna), dominada por Nieto. Pero, según parece, Castillo quería desplazar en el mando a La Guarda y demoró su marcha hacia Moquegua, lo que contribuyó a que Nieto y Castilla, al mando de simples milicianos, vencieran a La Guarda en el combate de San Antonio, el 27 de octubre de 1843. No obstante, el mismo Castillo fue sorprendido por Castilla y tomado prisionero. A la postre, los revolucionarios constitucionales triunfaron sobre Vivanco en la batalla de Carmen Alto, cerca de Arequipa, con lo que finalizó la etapa de la anarquía y se inauguró la del apogeo republicano, con Ramón Castilla a la cabeza.
Castillo colaboró con el primer gobierno constitucional de Castilla (1845-1852), pese a haber sido su adversario. Se le encomendó el mando de la columna de operaciones destacada a Chanchamayo, donde construyó el fuerte San Ramón (1847). 
Durante la guerra civil de 1854-1855, encabezó la rebelión del departamento de Junín, sumándose a los revolucionarios encabezados por Castilla, en contra del presidente José Rufino Echenique. Se le otorgó el cargo de Jefe del Estado Mayor y comandante de la división de vanguardia del ejército revolucionario. Pero fue apartado del mando al mostrarse díscolo y reacio a cumplir ciertas órdenes, por lo que no figuró en la batalla final de La Palma, que coronó la victoria de los revolucionarios.
La Convención Nacional de 1855 (asamblea constituyente) acordó darle su ascenso a general de división, pero el segundo gobierno de Castilla observó tal resolución. Solo tras varios intercambios de notas, que produjo una tensión entre el poder Ejecutivo y el Legislativo, la asamblea logró imponer dicho ascenso, el 20 de diciembre de 1855. 
Descontento con el gobierno de Castilla, el 15 de agosto de 1856 encabezó en Lima una revolución, sacando a la calle al batallón Yungay y a otras unidades, e incluso colocó cañones en el atrio de la Catedral de Lima, apuntando hacia el palacio de gobierno. El mismo presidente Castilla asumió personalmente el mando de los batallones leales y logró hacer retroceder a los revolucionarios. No fue necesario usar mayor violencia, pues estos se dispersaron. A las cuatro de la tarde de ese mismo día, el motín había sido debelado, con un saldo de 30 muertos y un número mayor de heridos. El historiador Jorge Basadre ha titulado este episodio como «Castillo contra Castilla».
Castillo emigró a Chile, donde radicó algunos meses, hasta que en julio de 1857 reapareció en el puerto del Callao, siendo apresado no bien desembarcó. En esos momentos el Perú se debatía en medio de la guerra civil de 1856-1858. Finalizada esta contienda, permaneció exonerado de todo mando militar, durante varios años. 
A inicios de la Guerra del Pacífico, fue señalado para reemplazar al general Juan Buendía en el mando del ejército del sur, durante la campaña de Tarapacá, pero por razones políticas no se concretó tal decisión. Tras el golpe de Estado del 21 de diciembre de 1879, que elevó al poder a Nicolás de Piérola, apoyó a este gobernante y fue nombrado comandante general de la III división del ejército, organizada en Lima, y general en jefe del ejército del centro. Pero criticó el despliegue de las tropas peruanas en la defensa de la capital, por lo que fue separado de sus funciones. Luchó entonces como simple soldado en los reductos levantados en las afueras de la capital, en los que también pelearon dos de sus hijos: Saturnino Francisco del Castillo Porras, que falleció en la batalla de Miraflores; y Eduardo, que quedó lisiado de por vida hasta su muerte el 27 de septiembre de 1884.